# Turbonilla stephanogyra
Turbonilla stephanogyra is een slakkensoort uit de familie van de Pyramidellidae. De wetenschappelijke naam van de soort is voor het eerst geldig gepubliceerd in 1909 door DalI & Bartsch.